# Wyżeł niemiecki ostrowłosy
Niektóre z zamieszczonych tu informacji wymagają weryfikacji.
Dokładniejsze informacje o tym, co należy poprawić, być może znajdują się w dyskusji tego artykułu.
 Po wyeliminowaniu niedoskonałości należy usunąć szablon [[Szablon:Dopracować|]] z tego artykułu.
Wyżeł niemiecki ostrowłosy jest to jedna z ras psów należąca do grupy wyżłów, zaklasyfikowana do sekcji wyżłów kontynentalnych, w podsekcji psów w typie gończego. Podlega próbom pracy.

## Charakterystyka ogólna
Jedną z najstarszych ras wyżłów ostrowłosych wyhodowanych w Niemczech jest niemiecki wyżeł ostrowłosy, choć do niedawna istniała tendencja mieszania ras wyżłów niemieckich, co powodowało problemy dla specjalistów z identyfikacją danego typu. W końcu XIX wieku hodowcy niemieccy czynili starania, by wyhodować psa, który wystawianie zwierzyny łączyłby z aportowaniem i pracą w wodzie. Krzyżowano więc pointery z pudlami i nieznanym już obecnie jagdpudlem.
W pierwszym pokoleniu tych krzyżowań uzyskano osobniki zadowalające, jednak drugie pokolenie nie posiadało pożądanych cech.
Umaszczenie u tej rasy może być brązowobiałe lub szarobrązowe, moręgowe z mniejszymi lub większymi, ciemnobrązowymi łatami. Oczy mają barwę brązową